# Зайцев, Василий Александрович
Васи́лий Алекса́ндрович За́йцев (28 декабря 1910 (10 января 1911), д. Семибратское Коломенского уезда Московской губернии — 19 мая 1961, г. Коломна, Московская область) — советский лётчик-ас истребительной авиации, дважды Герой Советского Союза (5.05.1942, 24.08.1943). Гвардии полковник (8.03.1946).

## Биография
В 1927 году получил специальность формовщика-литейщика, окончив школу ФЗУ (ныне СПТУ № 6 Московского областного управления профтехобразования). Работал по специальности в литейном цехе Коломенского паровозостроительного завода.
В Советской Армии с 1932 года. Окончил Луганскую военно-авиационную школу пилотов в 1933 году и курсы усовершенствования командиров звеньев в г. Борисоглебске в 1936 году.

## Период Великой Отечественной войны
Во время Великой Отечественной войны командовал авиаэскадрильей, был штурманом и заместителем командира истребительного авиаполка, в 1942—1944 годах командиром самого результативного по количеству сбитых самолётов противника 5-го гвардейского истребительного авиаполка 207-й истребительной авиационной дивизии 2-й воздушной армии, а в 1944—1945 годах заместитель командира 11-й гвардейской авиадивизии 3-го смешанного авиационного корпуса 17-й воздушной армии 3-го Украинского фронта.
Воевал на Западном, Калининском, Донском, Юго — Западном, 1, 2 и 3-м Украинских фронтах. Это был лётчик-ас с большой буквы, мастер ведения боя на коротких дистанциях, чему учил своих подчинённых. Полк под его командованием имел самое большое количество лётчиков, получивших звание Героя Советского Союза.
Указом Президиума Верховного Совета СССР «О присвоении звания Героя Советского Союза начальствующему и рядовому составу Красной Армии» от 5 мая 1942 года за «образцовое выполнение боевых заданий командования на фронте борьбы с немецкими захватчиками и проявленные при этом отвагу и геройство» удостоен звания Героя Советского Союза с вручением ордена Ленина и медали «Золотая Звезда».
В его полку родилась «поющая эскадрилья», которая явилась прототипом в фильме Леонида Быкова «В бой идут одни «старики»». За весь период Великой Отечественной войны ни разу не был сбит.
За 115 успешных боевых вылетов и участие в 16 воздушных боях, в которых лично сбил 12 самолётов противника, ему было присвоено звание Героя Советского Союза. Впоследствии за 299 боевых вылетов, в которых уничтожил 22 самолёта, награждён второй медалью «Золотая Звезда». Всего совершил 427 боевых вылетов, в 163 воздушных боях сбил 34 самолёта противника лично, 19 в групповом бою. Однако по данным М. Ю. Быкова, документально подтверждаются только 24 личные победы аса.
В десятках публикаций о Герое указывается также, что В. А. Зайцев также принудил к посадке на свой аэродром два немецко-фашистских истребителя, но эта информация родилась из послевоенной ошибки и действительности не соответствует. По опубликованным документам и воспоминаниям участников событий, в реальности один вражеский самолёт сел на вынужденную на нашей территории, второй исправный следом сел за ним на помощь напарнику, но стойка шасси подломилась при посадке. Местные жители, увидев эту ситуацию, захватили лётчиков в плен и сообщили на ближайший аэродром, на котором базировался полк В. А. Зайцева. Зайцев и ещё один лётчик полка прибыли к этим самолётам, сделали на месте незначительный ремонт, подняли в воздух, перегнали на свой аэродром и там позднее передали лётчикам-испытателям, которые и перегнали их потом по назначению. В документах появилась запись «доставил на свой аэродром 2 немецких самолёта», которая в поздних статьях трансформировалась в «принудил к посадке на свой аэродром 2 немецких самолёта».

## Послевоенный период
С 24 апреля 1945 года — заместитель командира 2-го гвардейского штурмового авиационного корпуса.
2 октября 1945 года в чехословацком городе Брно попал в серьёзное ДТП (на его легковую машину наехал грузовик) и получил несколько тяжёлых травм и переломов, в связи с чем получил инвалидность и 30 августа 1946 года был комиссован из армии по состоянию здоровья. Вернулся в родной город Коломна, где добился восстановления закрытого в связи с началом войны в 1941 году Коломенского аэроклуба им. М. В. Водопьянова и стал его начальником (1947—1953). В 1957—1959 годах работал директором Коломенского шиноремонтного завода.
Василий Александрович Зайцев скончался 19 мая 1961 года. Похоронен с воинскими почестями на Старом кладбище города Коломны Московской области.

## Память

Бронзовый бюст памяти В. А. Зайцева в Коломне

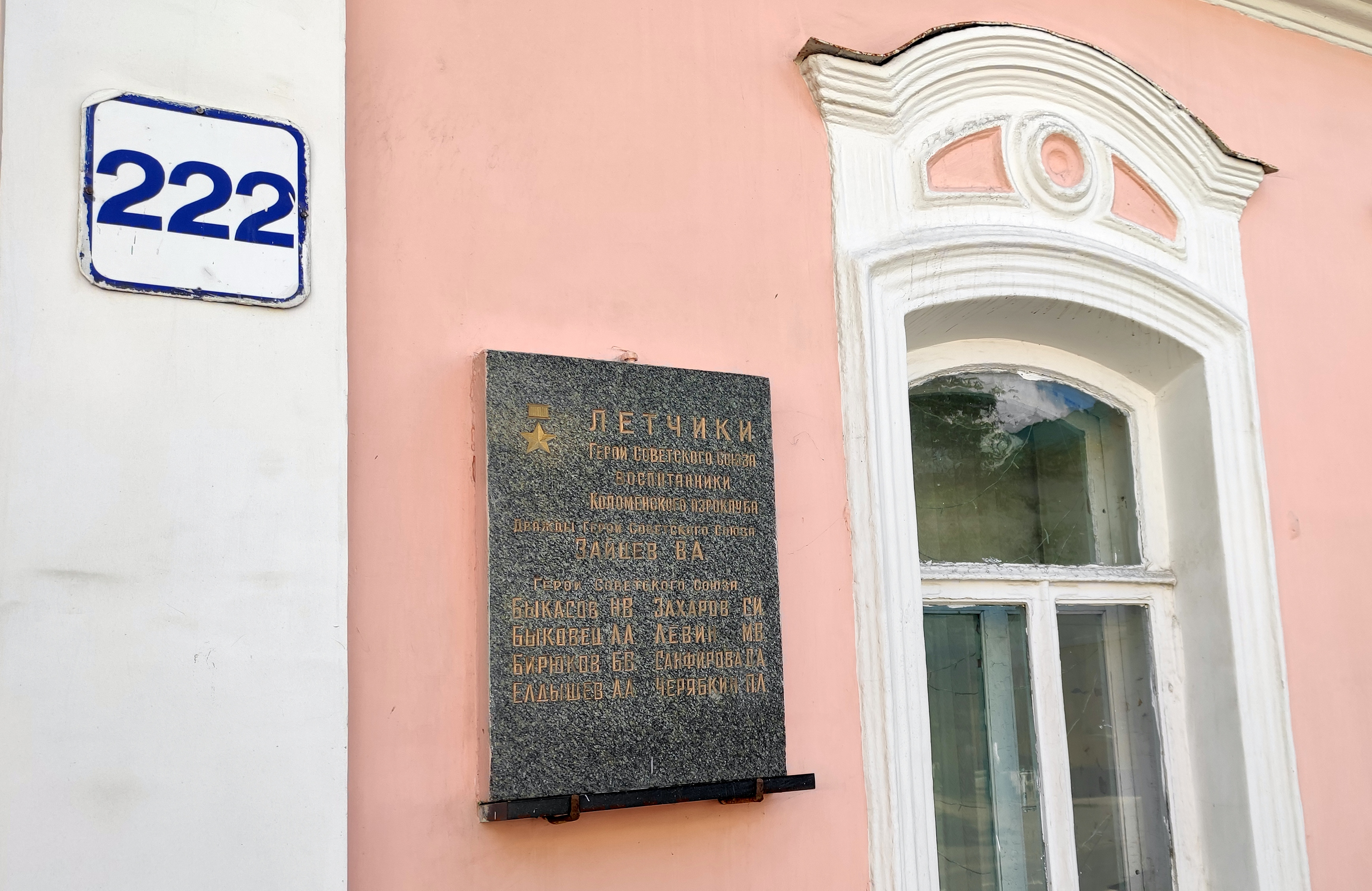
Памятная доска на стене д. 222 по ул. Октябрьской революции в Коломне памяти В. А. Зайцева и других Героев Советского Союза, связанных с Коломенским аэроклубом

- В сквере имени В. А. Зайцева в Коломне установлен бронзовый бюст героя
- Имя В. А. Зайцева высечено на мемориальной доске на здании Коломенского аэроклуба

## Награды
- Дважды Герой Советского Союза (5.05.1942, 24.08.1943),
- Орден Ленина (5.05.1942),
- Три ордена Красного Знамени (3.11.1941, 28.03.1943, 18.05.1945),
- Орден Богдана Хмельницкого 2-й степени (27.06.1945),
- Орден Отечественной войны 1-й степени (16.10.1944),
- Медаль «За боевые заслуги» (3.11.1944),
- различные медали.